# Hout-Blerick
Hout-Blerick (Limburgs: Holt-Bliërick) is een kerkdorp behorende tot de gemeente Venlo (stadsdeel Blerick), in de Nederlandse provincie Limburg, dat vele eeuwen bewoond wordt door mensen met een veelal agrarische achtergrond. In het dorp zijn veel gebouwen met een historische waarde te vinden zoals de na de oorlog gerestaureerde Sint-Josephkerk en de vele hoeves en boerderijen.
Hout-Blerick heeft in 2016 gemeten 2.773 inwoners. Hout-Blerick is bijna geheel een forensendorp geworden aangezien de meeste mensen buiten het dorp werken.

## Bezienswaardigheden
- Watermeule, een watermolen op de Springbeek aan Molenkampweg 3.
- Hoeve Molenkampweg 4, voormalig veerhuis en schipperslogement.
- Sint-Josephkerk van 1938 en 1953.
- Onze-Lieve-Vrouw-van-Zeven-Smartenkapel

## Natuur en landschap
Hout-Blerick ligt op de linkeroever van de Maas op een hoogte van ongeveer 19 meter. Het wordt naar het noorden en aan de oostzijde omgeven door verstedelijkt gebied, zoals nieuwbouwwijken en de kom van Blerick. In het zuiden vindt men veel glastuinbouw, met in het zuidwesten naaldbos en recreatieterrein. Verder naar het westen ligt het natte natuurgebied Dubbroek.
Hout-Blerick wordt aan de zuidzijde begrensd door de Springbeek die vanuit Dubbroek via een voormalige Maasmeander naar de Maas stroomt en bij Hout-Blerick daarin uitmondt.
Ten zuiden en oosten van Hout-Blerick ligt, langs de Maas, de Romeinenweerd, een natuurgebied.

## Geschiedenis
Een kaart uit 1843 geeft het toenmalige dorp weer (Holt Blerick)

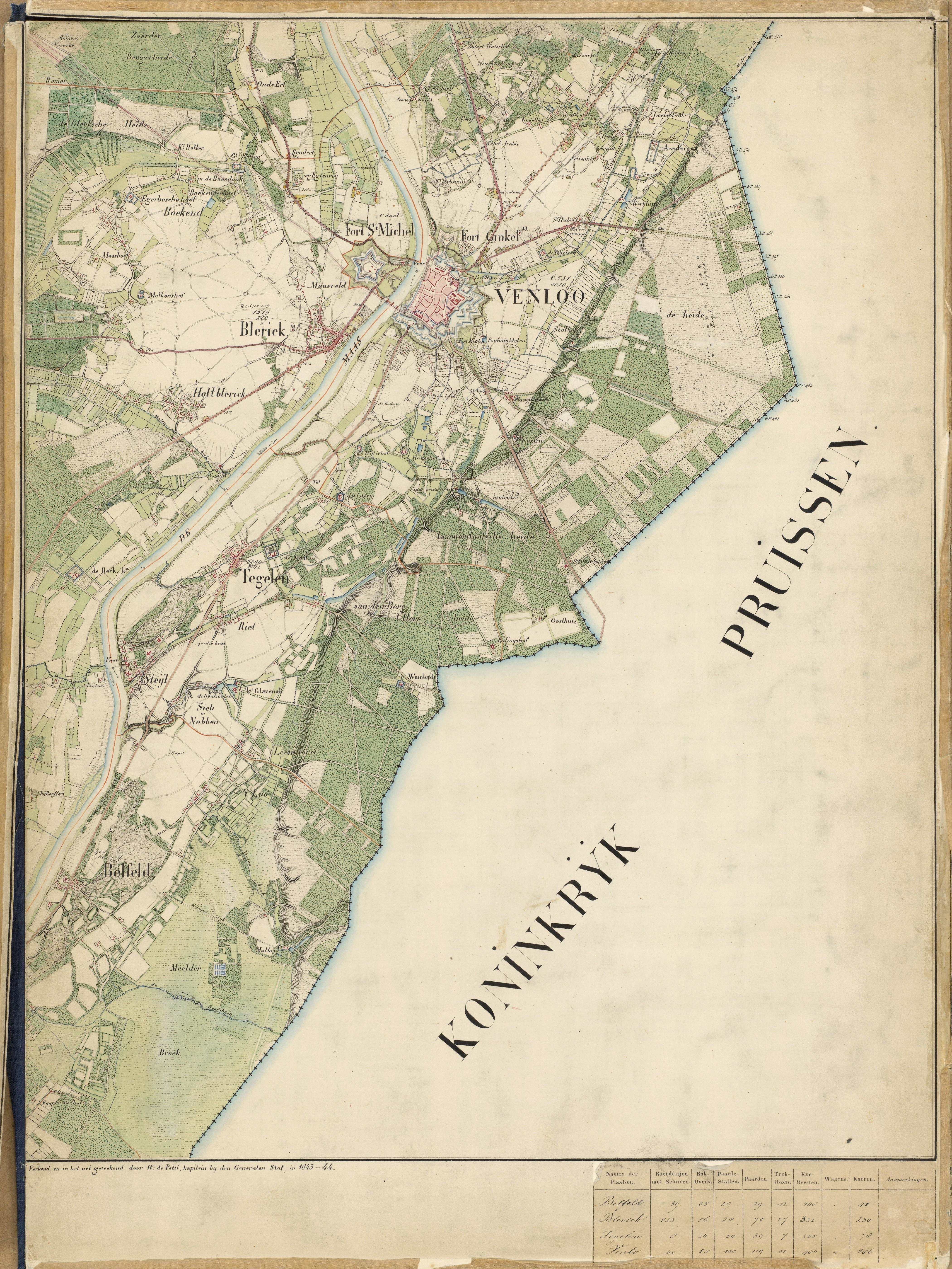
Overzicht Venlo met omliggende dorpen

## Woonwijken
In stadsdeel Blerick zijn er twee kerkdorpen aanwezig: Boekend en Hout-Blerick. Oorspronkelijk bestond Hout-Blerick uit het centrum en een aantal buitengebieden. Later zijn er vier nieuwbouwwijken bij gekomen:
- Centrum
- Nieuwbouwwijken
  - Meuleveld
  - Op de Leues (De Luusch)
  - 't Brookerveld
  - Helmusweg "(In het veld en hagelkruis)"
- Buitengebieden
  - 't Brook
  - De Luien Hook
  - 't Laorbrook
  - Watermeulehook

De nieuwbouw nabij de Helmusweg wordt sinds 2011 gerealiseerd. Via de website van dit nieuwbouwplan is meer informatie te vinden.

## Geboren in Hout-Blerick
- Gérard Mertens (1918-2018), politicus
- Chriet Titulaer (1943-2017), televisiepresentator en populairwetenschappelijk schrijver
- Hai Berden (1950), zakenman en voetbalbestuurder
- Leon Giesen (1962), filmmaker, muzikant en verhalenverteller

## Nabijgelegen kernen
Boekend, Blerick, Baarlo, Steyl, Maasveld